# Chrysobothris beckeri
Chrysobothris beckeri es una especie de escarabajo del género Chrysobothris, familia Buprestidae. Fue descrita científicamente por Obenberger en 1956.